# Hipocondría
La hipocondría o hipocondriasis es una condición en la cual el paciente presenta una preocupación excesiva con respecto a padecer alguna enfermedad grave. El origen del término hace referencia a una región anatómica, el hipocondrio, situada bajo las costillas y el apófisis xifoides del esternón, donde, según la escuela médica humoral, se creía que se acumulaban los vapores causantes de este mal. La hipocondría es, en esencia, una actitud que el individuo adopta ante la enfermedad. La persona hipocondríaca se somete, constantemente, a un autoanálisis minucioso y preocupado, incluso obsesivo, de las funciones fisiológicas básicas, y piensa en ellas como una fuente de segura enfermedad biológica. En el DSM-V aparece ahora como Trastorno de Ansiedad por Enfermedad.
La característica esencial de la hipocondría es la preocupación y el miedo o la convicción de padecer una enfermedad grave, a partir de la interpretación personal de alguna sensación corporal o de casi cualquier otro signo que aparezca en el cuerpo. Puede ocurrir, por ejemplo, con lunares, con pequeñas heridas, con la tos, incluso con los latidos mismos del corazón, con movimientos involuntarios o con sensaciones físicas no muy claras. Aunque el médico le asegure que no presenta enfermedad alguna, el hipocondríaco solamente se queda tranquilo durante un momento, pero su preocupación por lo general vuelve de nuevo.
La interpretación catastrófica, por parte del individuo, de los signos corporales más ínfimos es el mecanismo que desencadena la hipocondría. Se sabe que este trastorno afecta a menudo a ambientes familiares, es decir, que muchos miembros de una familia tienden a estar afectados. Hay familias que son especialmente sensibles y están muy inclinadas hacia la interpretación de los signos de enfermedad en todos los ámbitos de la vida. De esta forma, los miembros de la misma familia aprenden a interpretar negativamente cualquier signo corporal y lo asocian con angustia, miedo o ansiedad.
No debe descartarse la posibilidad de que una persona hipocondríaca esté realmente enferma. En muchas ocasiones lo que hace es centrar su atención en síntomas leves o imaginarios (mareos, dolor de cabeza, etcétera), y no en los verdaderamente importantes. Asimismo, el hipocondríaco, al centrar su atención emocional en una determinada función biológica, puede terminar por formar síntomas orgánicos reales (fenómeno psicosomático). El enfermo expresa así el efecto nocebo, es decir, la aparición de un síntoma somático causado por un proceso psíquico.

## Etimología
La palabra deriva del término griego ὑποχόνδριος (hipojondrios), de ὑπό (hypo, lit. debajo) y χόνδρος (jondros, lit. cartílago [la zona debajo de la  caja torácica]), que significa «de las partes blandas entre las costillas y el ombligo». Hypochondria (hipocondrio) en latín tardío significaba, pues, «el abdomen». El término hipocondría pasó a referirse a la antigua creencia de que las vísceras del hipocondrio eran el asiento de la melancolía (o «bilis negra») y fuente de los vapores que causaban sentimientos mórbidos, sentido que perduró hasta al menos comienzos del siglo XVIII. Con el tiempo, la palabra pasó a referirse a la creencia infundada de que se está enfermo, uso que aparece escrito en inglés ya en 1816, probablemente por referencia al sentido previo de «melancolía sin causa real», aplicado a personas que posiblemente padecían cálculos biliares y que acudían a médicos que, incapaces de palpar o mirar debajo de las costillas, no veían nada anormal en ellos.

## Sintomatología
Se trata de un trastorno que muy a menudo aparece asociado con la ansiedad, por lo que el principal síntoma de la hipocondría es la preocupación exagerada que la persona siente por su salud. El hipocondríaco medita constantemente sobre sus síntomas, reales o imaginarios, y llega a percatarse de signos funcionales que habitualmente escapan a la conciencia (la intensidad de los latidos cardíacos, las funciones digestivas). Puede describir su cuadro clínico con una sutileza y precisión notorias, y aclara repetidas veces el alcance de cada uno de sus síntomas físicos. La atención del hipocondríaco se centra no solo en el estudio de sí mismo (se toma el pulso, la temperatura, el número de respiraciones por minuto y la tensión arterial varias veces al día), sino también en la cantidad y composición de los alimentos. Sabe con qué aguas hace mejor la digestión, qué grados de ventilación o de temperatura le convienen, etc.
La característica esencial de la hipocondría es la preocupación y el miedo a padecer, o la convicción de tener, una enfermedad grave, a partir de la interpretación personal de uno o más signos o síntomas somáticos. La sintomatología más generalmente hipocondríaca es la sugestiva, que experimenta acompañada de una especial alteración negativa del estado de ánimo, sumamente desagradable, y que le hace colocarse en una actitud fóbica frente a sus molestias, de las que siempre cree que son el comienzo de enfermedades graves. Finalmente, el hipocondríaco acaba renunciando a casi todo para consagrarse a cuidar su enfermedad imaginaria.
En la mayoría de los casos, los pacientes sufren síntomas físicos, ya que la hipocondría es un trastorno somatomorfo, que produce dolor real que tiene como única causa la psicológica, y estos dolores aumentan los pensamientos negativos sobre su salud, lo cual incluye al paciente en un círculo vicioso.
En la hipocondría, las preocupaciones del enfermo hacen referencia a funciones corporales (latido cardíaco, sudor o movimientos peristálticos), a anormalidades físicas menores (pequeñas heridas, tos ocasional) o a sensaciones físicas vagas y ambiguas (corazón cansado, venas dolorosas). El individuo atribuye estos síntomas o signos a una enfermedad temida, y se encuentra muy preocupado por su padecimiento. Pero al fin en realidad no existe ninguna enfermedad médica asociada a los síntomas que atribuye el individuo, y, si el paciente está enfermo verdaderamente, su enfermedad no está relacionada con ellos.
Del mismo modo, esto se genera o se potencia ante análisis médicos rutinarios u obligatorios que tenga que realizarse (por ejemplo, ante la proximidad de un análisis de sangre, la persona puede imaginarse miles de posibles malos resultados).

## Diagnóstico
La hipocondría hay que distinguirla de los rasgos de personalidad aprensiva; en la hipocondría, el malestar es significativo y afecta la vida laboral, social u otras áreas importantes de la vida del sujeto. Hay que considerar también que la duración de la sintomatología sea significativa, al menos 6 meses, antes de diagnosticar dicha enfermedad.
Se debe asegurar que el paciente no tenga verdaderamente ninguna enfermedad física. Una vez que se ha descartado, si el paciente sigue con angustia, preocupación y dudas acerca de su estado de salud, es conveniente estudiar la posibilidad de que se trate de un trastorno psicológico.
Los Criterios Diagnósticos de Investigación (CIE 10) para la hipocondría especifican que debe existir la convicción de «estar padeciendo como máximo dos enfermedades médicas importantes» y exigen que, por lo menos, una de ellas sea correcta y específicamente nombrada por quien está presentando el trastorno hipocondríaco.
La actitud hipocondríaca aparece como un síntoma en algunas formas de depresión endógena, especialmente en la melancolía involutiva (depresión en la tercera edad). También puede adquirir en ciertos casos los rasgos de un desarrollo delirante, de contenido hipocondríaco, en la llamada paranoia hipocondríaca. Multitud de neuróticos, tanto histéricos como neurasténicos, organoneuróticos y los pacientes psicosomáticos, destacan en su cuadro clínico general la actitud hipocondríaca.

## Tratamiento

### Terapia cognitivo-conductual
En algunos casos, se utilizan psicofármacos inicialmente para controlar los síntomas ansiosos tan importantes que padecen estos pacientes. Conjuntamente, se puede utilizar una terapia psicológica cognitivo-conductual, en la que se promueve la pérdida de la angustia y del miedo a la enfermedad que siente la persona con hipocondriasis.
En un principio se le pide que no acuda más a la consulta del médico ni a las urgencias hospitalarias y que no hable de salud ni de enfermedad. Para ello, es muy conveniente la colaboración de la familia del paciente, ya que han de entender que tiene un problema real, aunque no el que el paciente refiere, sino otro igualmente preocupante. Una vez que se ha establecido este marco fuera de la consulta, comienza el tratamiento psicológico propiamente dicho.[cita requerida]

### Oxigenoterapia hiperbárica
Se ha observado mejoría importante del trastorno hipocondríaco con el uso de oxigenoterapia hiperbárica, aunque no existe consenso ni un adecuado protocolo a seguir, ya que el ritmo y frecuencia de las sesiones las lleva el propio paciente, pero el acuerdo general es que la sensación de mejoría comienza a los pocos minutos de iniciada la terapia, y tal sensación suele durar varios días, con mejora progresiva según se avanza con el tratamiento.

## Desensibilización sistemática
Sin embargo, el tratamiento básico sigue consistiendo en hacer todo lo posible para que la persona pierda el miedo a la enfermedad y a la muerte. Muchas veces la propia angustia producida por el pensamiento de estar enfermo, como una sensación desagradable e incontrolable, se convierte en el desencadenante de dicho miedo. Para conseguir la desaparición de estos temores, se emplea la desensibilización sistemática en la imaginación a situaciones temidas y evitadas, para que finalmente la persona pueda acercarse a ellas sin angustia y sin miedo.
El paciente puede entonces comenzar a reinterpretar sus sensaciones corporales y sentir también aquellas que son agradables o neutras, y su cuerpo dejará entonces de ser una fuente de dolor o de temor y podrá convertirse en un generador de placer y de confianza.

### Repercusión en otras áreas de la vida
Finalmente, se trabaja para que la persona pueda enfrentar con éxito otros problemas que aparecen en su vida cotidiana: toma de decisiones difíciles, cambio de trabajo, separaciones, etc. Se intenta evitar, de esta forma, que en el futuro se desencadenen situaciones de depresión o de angustia continuada que le pueden hacer recaer en la hipocondría.
Hay que observar que en algunos casos la diagnosis de hipocondría puede no ser correcta cuando el paciente realmente padece alguna enfermedad y es el especialista quien no consigue encontrar su verdadera causa. Por esta razón, cada caso debe analizarse a fondo antes de establecer un diagnóstico de hipocondría, ya que debe descartarse patología orgánica poco habitual, o problemática social o psicológica de fondo.

## En la cultura

### Ficción
Quizá el caso más conocido, al menos en la literatura, es el del personaje que Molière describe en su obra El enfermo imaginario (Le malade imaginaire, 1672), pero existen muchos otros ejemplos, ficticios y reales, de esta patología en la cultura y en la historia. El poeta español Carlos Barral describe en uno de sus poemas la raíz del problema hipocondríaco, el miedo, verdadero fundamento de esta patología:
En la novela de John Green, Turtles all The way down, Aza, protagonista, presenta los síntomas de la hipocondría, cuadro que va haciéndose más complejo a medida que avanza la trama.
En la serie cómica de televisión mexicana Una familia de diez, una integrante de la familia: Licha, padece de este trastorno. Este personaje describe en su totalidad cómo vive una persona con hipocondría.

### En la vida real
- Una extendida leyenda acerca de Marcel Proust le atribuye la creencia de que cada día era su último día.
- Juan Ramón Jiménez fue hipocondríaco, sobre todo durante la enfermedad de su esposa, la cual dejaba escrito en su diario que:

- Manuel de Falla dejó inacabada su última obra, Atlántida, basada en un poema de Jacinto Verdaguer, debido a las limitaciones que le ocasionaron sus numerosos episodios de hipocondría (se obligaba a largos rituales de lavado, hervía el agua de bebida, se automedicaba).
- También existe constancia de actitudes similares en la vida de Charles Darwin.
- Pío Baroja padeció de un cierto grado de hipocondría, y en sus memorias pueden encontrarse numerosas referencias al descontento con su cuerpo, torpe y poco agraciado. Esa frustración o insatisfacción con el propio cuerpo parece ser otro factor trascendente en el desarrollo de la enfermedad.
- José Donoso sufría de úlcera cada vez que escribía una obra. Estuvo al borde de la muerte al escribir El obsceno pájaro de la noche.
- Todos los años, al llegar la primavera, Gabriel García Márquez se llenaba de golondrinos. En Cien Años de Soledad, se los atribuyó a uno de sus personajes, Aureliano Buendía, y a él no volvieron a salirle.[11]